# 福王雪岑
福王 雪岑（ふくおう せっしん、生年不明 - 天明5年3月18日（1785年4月26日））は江戸時代の能役者で英派の絵師。名は盛勝。通称は茂十郎・茂右衛門 (もえもん)]。別号に白鳳軒。能楽ワキ方福王流の九世。

## 来歴
福王流八世・福王盛有の子として生まれる。盛有は文筆に優れ、謡曲を新作するほか『江戸洪水記』などを著した。
盛勝も父の文人趣味を引き継ぎ、能役者として活動するだけではなく、英一蝶に入門し、絵師としても活動する。本業の関連で、能・狂言を題材にした作品を多数描いた。また、俳諧本の挿絵も残している。
墓所は深川の心行寺。